# Z2
L'ordinador Z2, creat per Konrad Zuse durant l'etapa (1938-1939), va ser dissenyada a partir del Z1, ja que crear una màquina mecànica presentava algunes dificultats, i a aquesta se li van afegir relés telefònics.
Va ser ajudat per un amic seu Helmut Schreyer el qual treballava amb relés electrònics, i li va demanar que li dissenyés els circuits per realitzar les tres operacions bàsiques, AND, OR i NOT, per així no dissenyar-los des de zero. Schreyer va resoldre aquest problema sense cap inconvenient mentre Zuse treballava en la part lògica dels circuits. Gràcies al seu treball en grup, es va pensar aconseguir una velocitat mil vegades superior a la qual s'obtenia mitjançant màquines de relés.

## Característiques principals
La unitat numèrica Z2 estava construïda amb 800 relés, encara que disposava de components mecànics. Disposava de la mateixa memòria que la Z1, el mecanisme de control es basava en un sistema de cinta perforada i amb la unitat aritmètica utilitzant 200 relés electromecànics. Tenia una freqüència de rellotge de 10 kHz i operava amb nombres de coma fixa.
Les seves característiques eren molt similars a la Z1, i per Zuse va ser un model experimental per provar el poder de la utilització dels relés telefònics.

## El seu fracàs i problemàtica
Zuse aviat es va adonar que construir una màquina amb aquestes característiques, màquina de bulbs, era pràcticament impossible a causa de l'escassetat de material i a l'adveniment de la guerra pel que va començar en el seu projecte utilitzant relés electromecànics.
En començar la Segona Guerra Mundial, Zuse va ser cridat pel servei militar pel que es va interrompre el projecte, el qual més tard es reprendria gràcies al fet que va presentar una sol·licitud de descàrrec per poder continuar i la Wehrmacht va acceptar la seva sol·licitud.
Aquesta màquina va ser destruïda durant un bombarder en 1940.